# Сельда Багджан
Сельда Багджан (тур. Selda Bağcan, нар. 1948), відома також як Сельда — турецька фолк-співачка і авторка пісень, гітаристка і музичний продюсер.

## Біографія
Народилася в місті Муглі. Її батько Селім мав турецько-македонське походження, мати — кримськотатарське. У Сельди було троє братів, Саваш, Сезер та Сертер. Незабаром після народження Сельди її родина переїхала у Ван, де майбутня співачка провела більшу частину свого дитинства. Батько Сельди — Селім — умів грати на саксофоні та флейті, він із раннього дитинства заохочував захоплення дітей музикою. Сельда з п'яти років грала на мандоліні. Вечорами вся сім'я грала музику під керівництвом Селіма.
Після смерті батька в 1957 році, родина переїхала в Анкару. Під час навчання у школі Сельда продовжила грати на мандоліні, також вона почала грати на гітарі. Спочатку Сельда співала англійські, іспанські та італійські пісні, які чула по радіо, але в перші роки навчання в Університету Анкари вона захопилася турецькою музикою, після того, як почула пісні Бариша Манчо, Джема Караджі і Фікрета Кизилока, що належать до жанру анатолійського року. Братам Сельди належав музичний клуб «Beethoven», Сельда регулярно там співала під час навчання в університеті, також там вона зустріла низку турецьких музикантів.
Професійна кар'єра Сельди почалася в 1971 році за підтримки музичного продюсера Еркана Озмермана. Того ж року вона випустила шість синглів. У 1972 році Сельду Багджан було обрано представницею Туреччини на конкурсі Золотий Орфей. До 1980 року вона випустила ще 12 синглів. Багато з її пісень, маючи соціально-критичну спрямованість, солідаризувалися з трудящими, що зробило її надзвичайно популярною серед лівих активістів у 1970-ті роки. Після перевороту 1980 року Сельда Багджан потрапила під переслідування, між 1981 і 1984 роками її заарештовували тричі.